# 布兰科·茨尔文科夫斯基
布兰科·茨尔文科夫斯基（1962年10月12日—），马其顿共和国政治家，2004年5月12日起任总统至2009年5月12日。茨尔文科夫斯基生于波斯尼亚和黑塞哥维那社会主义共和国的萨拉热窝，毕业于斯科普里大学机电学院。1990年，他在前南斯拉夫社会主义联邦共和国实行多党制后的首次选举当选为马其顿议会议员。1991年4月，他成为马其顿社会民主联盟主席。
1992年9月5日，茨尔文科夫斯基上任为马其顿独立后的第一位总理，1994年12月选举后续任4年。2002年马其顿社会民主联盟赢得选举后，他再次成为总理。
2004年2月26日鲍里斯·特拉伊科夫斯基总统遭遇空难身亡，茨尔文科夫斯基在补选中击败马其顿内部革命组织民族统一民主党的萨什科·凯代夫等当选总统。他当选后辞任总理。